# Agathis moorei
Agathis moorei es una especie de conífera dentro de la familia de las Araucariaceae. Solamente se puede encontrar en Nueva Caledonia. 

## Descripción
Agathis moorei es un árbol que alcanza un tamaño de 15-30 m de altura, normalmente con un fuste limpio y la base redondeada, copa extendida, la corteza blanquecina, exfoliante en escamas finas; la corteza interior de color marrón claro o rojizo. Las hojas lanceoladas a elípticas, atenuadas, de color verde oscuro por encima, pálido por debajo, de 5.7 × 0,8-1,2 cm, casi sésiles. Conos globulares o piriformes, de 10-15 × 9-12 cm; los conos de polen cilíndricos, 2.5-3 × 0.8-0.9 cm, sobre un pedúnculo de 8-12 mm; escamas imbricadas y finamente denticuladas. Semillas estrechas, con un ala oblicua y un ala pequeña, aguda. 

## Distribución yhábitat
Es un endemismo de Nueva Caledonia, donde se encuentra  en elevaciones de 200-1000 m.  Se enfrenta a un alto riesgo de extinción en estado silvestre debido a una distribución limitada y muy fragmentada que está experimentando disminución continua en la extensión de hábitat, número de subpoblaciones, y el número de individuos maduros. Las especies adultas ahora se cree que contienen menos de 10.000 individuos maduros.

## Taxonomía
Agathis moorei fue descrita por (Lindl.) Mast. y publicado en Journal of the Royal Horticultural Society 14: 197. 1892.
Sinonimia
- Agathis corbassonii de Laub.
- Dammara lanceolata Vieill.
- Dammara moorei Lindl.
- Salisburyodendron corbassonii (de Laub.) A.V.Bobrov & Melikyan
- Salisburyodendron moorei (Lindl.) A.V.Bobrov & Melikyan[4]